# 阿里山森林鉄路
阿里山森林鉄路（ありさんしんりんてつろ、中国語繁体字：阿里山森林鐵路）は、台湾嘉義市・嘉義県・南投県
に現存する森林鉄道である。阿里山や玉山観光の足としても利用されている。阿里山登山鉄道とも呼ばれる。路線全体が文化景観（各国の文化的景観に相当）に指定されている。
本線は嘉義 - 沼平間72.7 kmの区間で、2,250 m以上の高さを登るため急峻な区間が続き、ループ線やスイッチバックを組み合わせている。なお、軌間は、762 mmである。また、渓谷を見下ろす雄大な景色も魅力で、沿線の植物は平地から海抜800 m以下の部分が熱帯林、800 mから1,600 mまでが亜熱帯林、1,600 m以上が温帯林となっており、垂直分布の違いによる車窓の変化も楽しむことができる。

## 歴史

### 日本統治時代
日本統治時代に阿里山のタイワンヒノキやベニヒなどの豊富な森林資源輸送を目的に、台湾総督府交通局鉄道部の前身である臨時台湾鉄道敷設部で技師長だった長谷川謹介の下で飯田豊二らが事前調査を遂行し、敷設可能との報告を受けた総督府は事業化を決定した。
藤田組（DOWAホールディングスの前身）により1906年（明治39年）から建設を開始し、1908年（明治41年）に平地部分である嘉義 - 竹頭崎（現・竹崎）間が完成したものの、藤田組はその後難工事と経営難から運営権を放棄し、総督府林務課が建設と運営を引き継いだ。1910年（明治43年）2月に帝国議会は阿里山森林開発関連法案を通過、総督府直営で事業を推進することになり、台湾総督府民政部（のちに台湾総督府殖産局）がこれを受け継ぐことになる。4月に勅令により台湾総督府阿里山作業所が設置され、阿里山と嘉義間の鉄道建設・運輸・営業等と、森林産物の採取販売に関する官営事業が開始された。
1912年（大正元年）10月に二萬平までの67.1 kmが完成した。1914年（大正3年）3月には沼の平（ぬまのひら、現・沼平）まで延伸工事が完成し、現在の本線部分が全線開通した。その後も多くの支線が建設され、日本の神社建築などに用いる巨木も、少なからずこの鉄道を用いて運び出された。当初は林業鉄道だったが、1920年（大正9年）に旅客輸送を開始している。
1907年（明治40年）にアメリカライマ社から導入された蒸気機関車は、ボイラーの片側に縦形シリンダを持つシェイ式と呼ばれる特殊なギアードロコであった。現在は通常運転には使用されていないが、阿里山駅や奮起湖駅に動態保存されている。阿里山森林鉄路の蒸気機関車を参照。

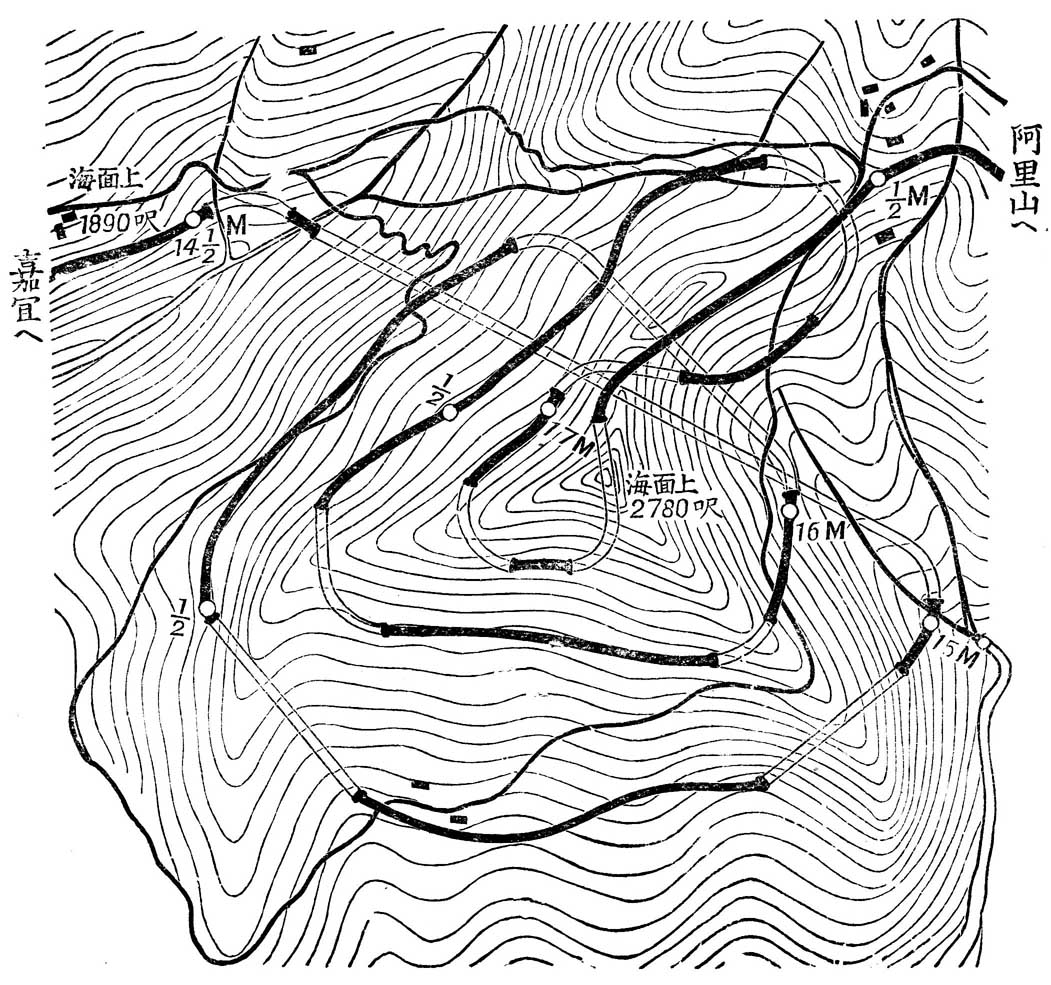
独立山スパイラルループ線
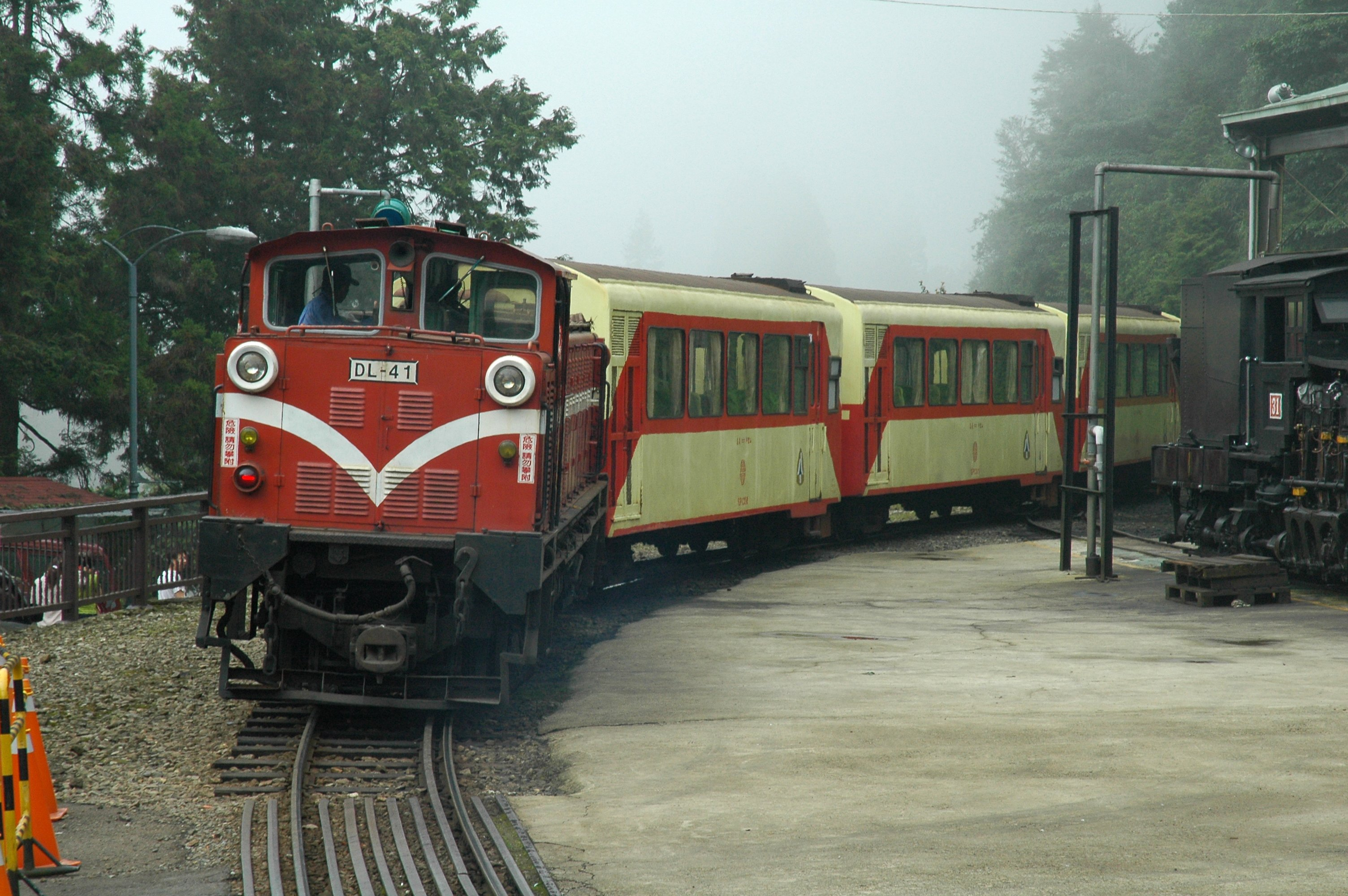
阿里山森林鉄路阿里山線の阿里山号列車
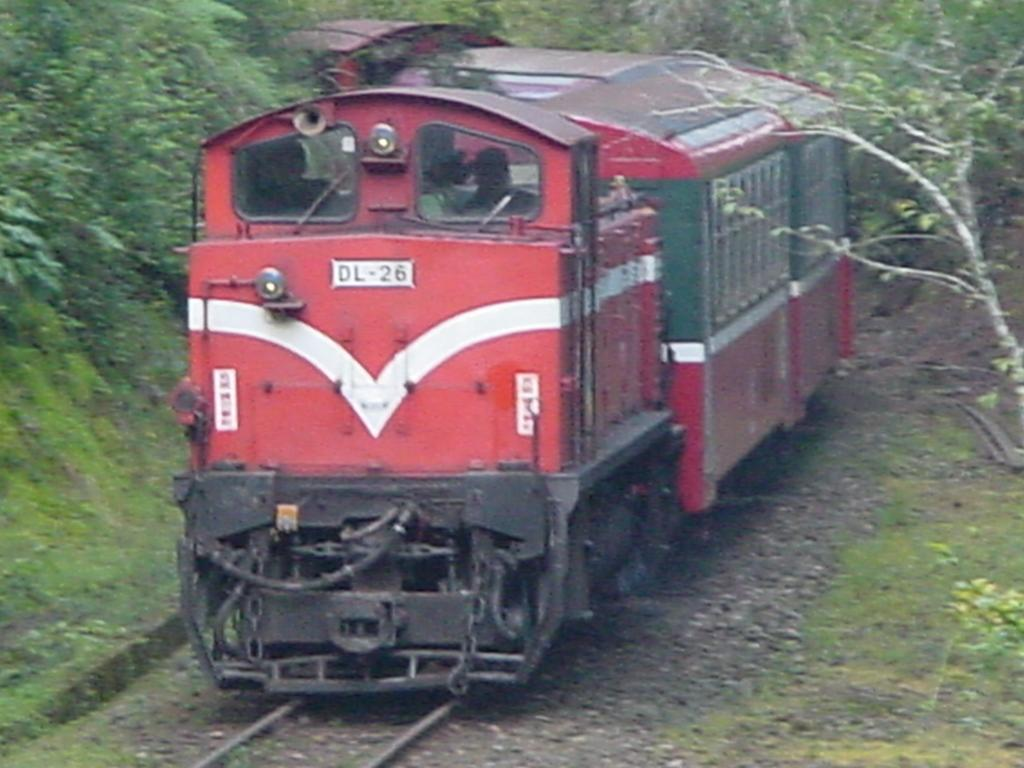
阿里山森林鉄路祝山線の列車
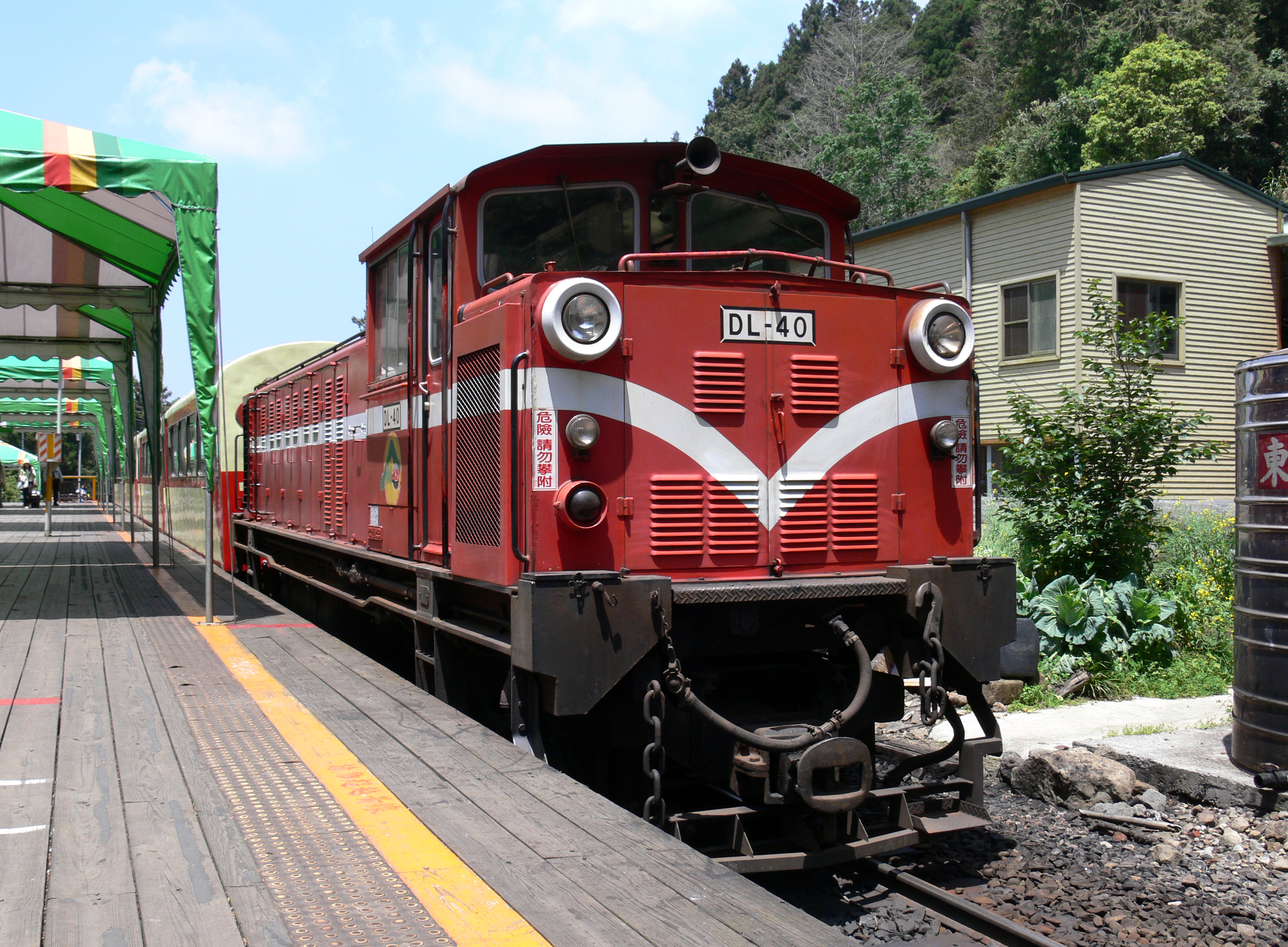
日本車両製第六代ディーゼル機関車

### 台湾光復後
2003年3月、阿里山駅付近で速度超過による脱線転落事故が発生し、17人が死亡する惨事となった（中国語版）。事故後の調査で、機関車から客車へ圧縮空気を供給するブレーキホースのコックが締め切られており、客車側のブレーキが作動していなかったことが判明した。
2011年4月27日には倒木に伴う脱線事故が発生。6人が死亡した。以後、線路の点検や危険な樹木の伐採、防護柵等の設置等の安全対策のため全線運休していたが、祝山線、神木線（本線の阿里山 - 神木間の通称）、沼平線（本線の阿里山 - 沼平間の通称）、本線の嘉義 - 奮起湖間は運行が再開された。
また、奮起湖 - 神木間は2箇所の土砂崩壊により新たなトンネルでの迂回が計画され、まず全長487メートルの多林トンネルが2013年8月27日に、続いて全長約800メートルの屏遮那トンネルが2014年5月27日に貫通し、運転再開は2015年12月25日になる見込みであったが、2015年9月28-29日にかけての台風（平成27年台風第21号、アジア名：ドゥージェン/Dujuan/颱風杜鵑）の襲来による大規模な土砂崩れで、路盤・トンネルが流されて無期延期に。直後の報道では復旧には少なくとも2年かかると見られると報じられた。
2016年9月から奮起湖 - 十字路で試運転が再開され、この区間は2017年に復旧が見込まれている。2017年7月から週1便のクルージング列車運行開始とともに奮起湖 - 十字路間と第一分道 - 神木間が運行を再開。
残る区間である十字路 - 第一分道間は屏遮那付近の42号トンネルが前瞻基礎建設計画に組み込まれ、2019年8月28日環境影響審査を通過したことから、12月22日には未來紀念車票が発行された。工期は3年が予想され、早ければ2023年にも全線復旧することが期待されている。
嘉義 - 十字路間については2018年1 - 2月に4度の脱線事故（負傷者なし）を起こしたため、運休し3月12日に再開予定だったが、線形や地形に起因した路盤や車輪の摩耗が激しいことがこの期間での調査で明確になったため、運休期間を更に3ヶ月延長することになった。同区間は6月27日に再開。
2024年7月6日、15年ぶりに全線開通したが、直後に台湾に上陸した台風3号の影響で土砂崩れや倒木などが発生し、再度全線で運休となった。

## 運営組織
中華民国行政院の管理下にある国有鉄道の一つであり、交通部台湾鉄路管理局の所属ではなく、農業委員会林務局阿里山林業鉄路及文化資産管理処（林鉄処）の所属となっている。2008年6月19日からBOT方式で民営化され宏都阿里山国際開発公司の運営となったが、八八水災などの影響もあり、2010年3月22日をもって契約を解除し、同年5月8日から林務局の管理下に戻った。
2013年5月には交通部台湾鉄路管理局（台鉄）阿里山森林鉄路管理処による運営協力が行われるようになった。2018年7月からは運行主体が台鉄から林務局に戻り、阿里山林業鉄路及文化資産管理処が担当。
その後、中華民国行政院の機構改革に伴い、同管理処は2023年8月1日より農業部林業及自然保育署の管轄となっている。
| 時期                  | 建設・保有                     | 運営                                           |
| --------------------- | ------------------------------ | ---------------------------------------------- |
| 1906年 - 1908年       | 藤田組                         | -                                              |
| 1908年 -              | 台湾総督府民政局殖産課         | 阿里山作業所                                   |
| 1915年 - 1918年       | 台湾総督府民生部営林局         | 阿里山出張所                                   |
| 1919年                | 台湾総督府殖産局               |                                                |
| 1943年 -              | 台湾拓殖株式会社林業部         | 阿里山出張所                                   |
| 1945年 -              | 台湾省行政長官公署農林処林務局 |                                                |
| 1947年 - 1960年       | 台湾省政府農林処林産管理局     |                                                |
| 1960年 - 1999年       | 台湾省政府農林庁林務局         |                                                |
| 1999年 - 2008年       | 行政院農業委員会林務局         | 嘉義林管処                                     |
| 2008年 - 2010年       | 行政院農業委員会林務局         | （民間）宏都阿里山国際開発公司                 |
| 2010年 - 2013年       | 行政院農業委員会林務局         | 嘉義林管処                                     |
| 2013年 - 2018年6月    | 行政院農業委員会林務局         | 嘉義林管処、台湾鉄路管理局阿里山森林鉄路管理処 |
| 2018年7月 - 2023年7月 | 行政院農業委員会林務局         | 阿里山林業鉄路及文化資産管理処                 |
| 2023年8月 -           | 農業部林業及自然保育署         |                                                |

## 運行形態
1982年の台18線・阿里山公路開通に伴う、バスや自家用車との競合がある中、2025年1月現在、本線（嘉義 - 阿里山間）には毎日2往復の全席指定列車阿里山号が運行されている。切符は阿里山森林鉄路の各駅、またはウェブで発売されている。奮起湖駅には駅弁（奮起湖弁当）がある。
また、祝山線は、ご来光の時間に合わせて未明に阿里山駅を出発する列車が毎日1便運行されており、ご来光の30分ほど前に祝山駅に到着、すぐ前にある展望台から、玉山方向から昇る朝日を拝めるように考えられている。また、日の出の40分後ぐらいには、帰りの阿里山行き列車が運転される。
神木線の阿里山 - 神木間には区間列車が運行され毎週水曜日には檜木車両も運行される。また、沼平線の阿里山 - 沼平間にも区間列車が運行されている。

## 路線一覧
- 阿里山線：嘉義 - 沼平（元の阿里山駅）
  - 本線:嘉義-阿里山
  - 神木線:神木-阿里山
  - 沼平線:阿里山-沼平

阿里山森林鉄路路線図

- 祝山線：阿里山 - 祝山（御来光に合わせて早朝に運転）
- 眠月線（旧称：塔山線）：阿里山 - 眠月（台湾大地震後運休、後に放棄）
- 水山線：沼平 - 水山 （元林場線で工事中）

## 姉妹鉄道
友好姉妹提携
- 日本 大井川鐵道 （1986年）
- 日本 黒部峡谷鉄道（2013年） - 2014年に続き、2017年も使用済み乗車券を相手方のものと交換できる交流プログラムを開催（4月20日から11月30日）[30][31]。
- スイス ゴルナーグラート鉄道（Gornergratbahn/2016年）[32]
- スイス マッターホルン・ゴッタルド鉄道（Matterhorn-Gotthard-Bahn/2016年）[33]
- イギリス ウエルシュプール&スラランフェア軽便鉄道（英語版）（Welshpool and Llanfair Light Railway/2017年）[34]
- スロバキア チエルノフロン鉄道（英語版、チェコ語版）（Čiernohronská železnica/2018年）[35][36]

世界遺産登録に関する協力覚書
インドの以下の登山鉄道路線と（2016年）
- ダージリン鉄道
- ニルギリ山岳鉄道
- カールカー＝シムラー鉄道

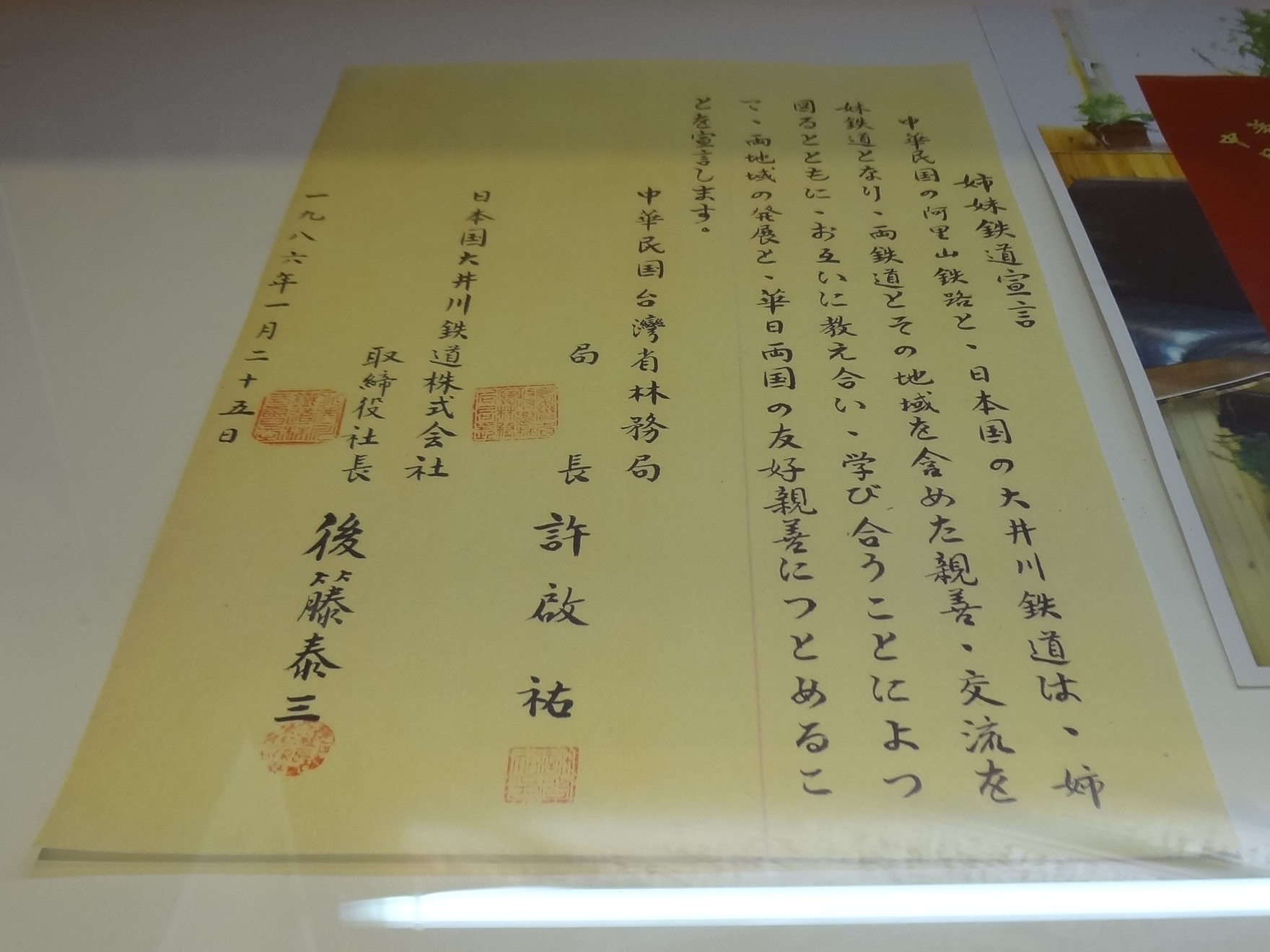
大井川鐵道と交わされた友好締結宣言
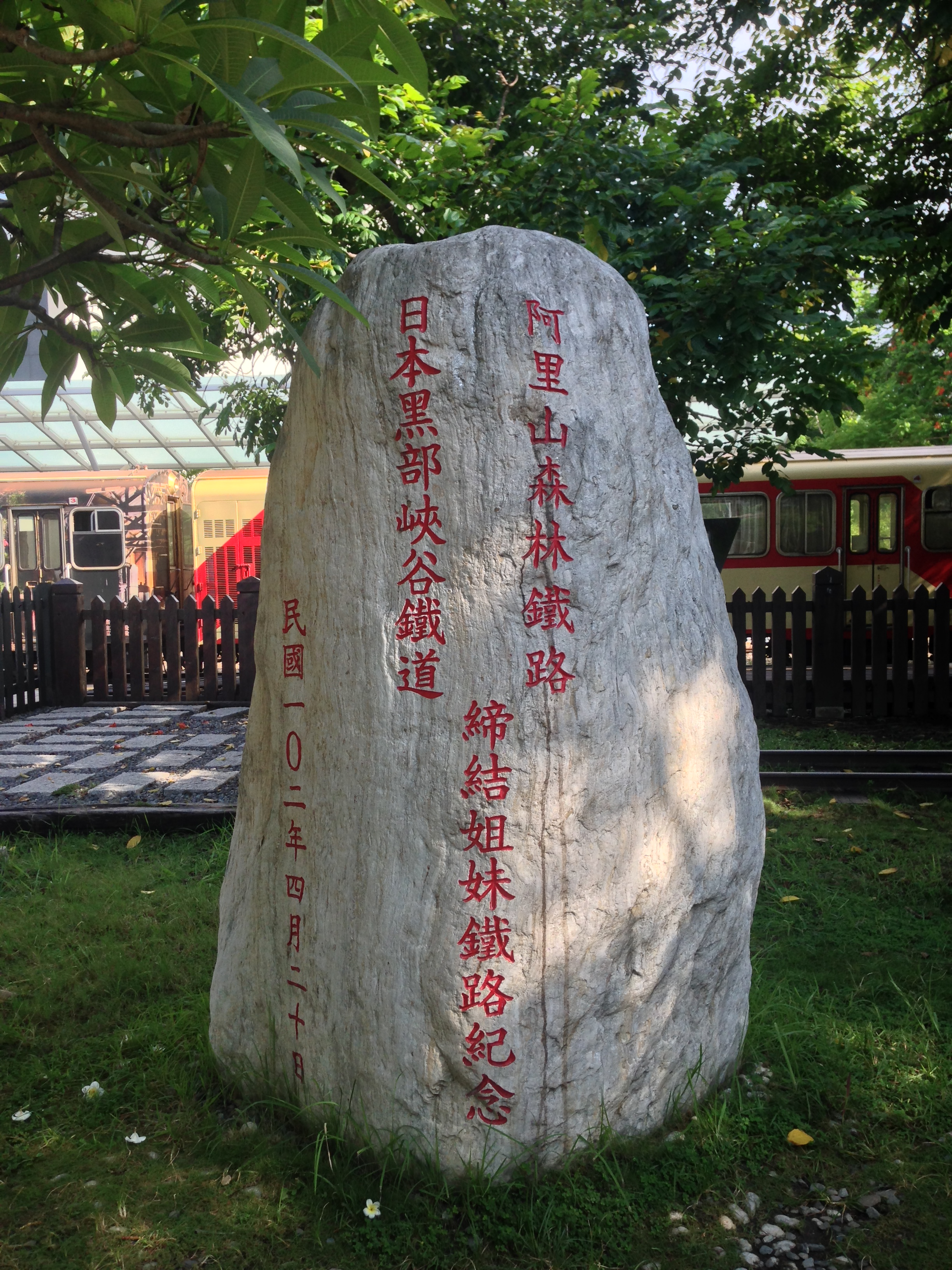
黒部峡谷鉄道との友好締結記念石碑（北門駅）にて
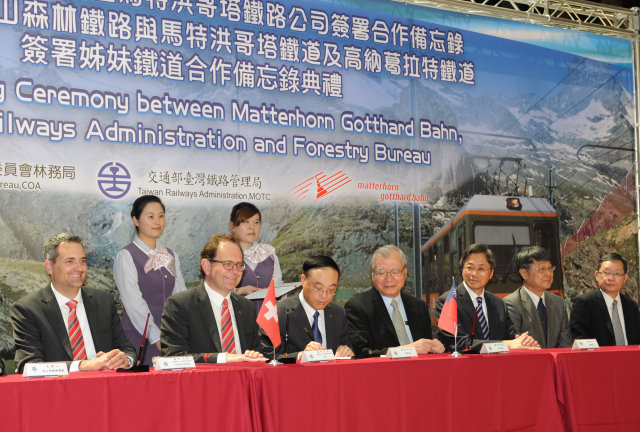
行政院長の張善政（当時）が出席したスイス側との姉妹鉄道協定覚書式典

## 特徴
- 塔山駅は戦前の日本最高地点の鉄道駅（標高2,346m）であり、当時には「我國鐵道最高地点 海拔二三四六米」の標柱があった。
- 祝山駅は現在の台湾最高地点の鉄道駅（標高2,451m）である。
- 2001年の台湾十大土木史蹟に選定[39]。
- 2018年3月10日には開業106周年としてGoogle Doodleに採用された[23]。
- 同年10月に日本の国土交通省鉄道局が主管する第17回日本鉄道賞海外鉄道特別賞を受賞[40]。

## 輸送統計
旅客
| 年度 | 輸送人員  | 本線    | 眠月線 | 神木線 | 祝山線  |
| ---- | --------- | ------- | ------ | ------ | ------- |
| 2000 | 245,278   |         |        |        |         |
| 2001 | 492,800   | 116,327 | 200    | 31,504 | 344,769 |
| 2002 | 689,254   | 167,550 | 0      | 50,067 | 471,637 |
| 2003 | 567,366   | 149,395 | 0      | 47,341 | 370,630 |
| 2004 | 493,437   | 125,084 | 0      | 39,733 | 328,620 |
| 2005 | 621,478   |         |        |        |         |
| 2006 | 794,608   |         |        |        |         |
| 2007 | 708,333   |         |        |        |         |
| 2008 | 705,446   |         |        |        |         |
| 2009 | 595,863   |         |        |        |         |
| 2010 | 181,395   |         |        |        |         |
| 2011 | 566,336   |         |        |        |         |
| 2012 | 1,313,282 |         |        |        |         |
| 2013 | 1,444,609 |         |        |        |         |
| 2014 | 1,981,067 |         |        |        |         |
| 2015 | 1,945,388 |         |        |        |         |
| 2016 | 1,638,139 |         |        |        |         |

## 全線開通に向けた工事
- 42号トンネル工事

復旧には、橋梁復建方案(3案)、隧道修復方案(4案)が比較検討された。橋梁復建方案は、景観を楽しめるが費用が高く工期が長くなる欠点があった。隧道修復方案では、崩落に強くするためには1000m以上の新規トンネル掘削が必要である。43号トンネルを通らず直線で掘削する案もあったが、43号トンネル以降の景観を楽しめるように「フ」の字型に近いトンネルとなっている。
2021年1月8日工事開始。トンネル42号と43号の代替となる1104mの新規トンネルで、工期は900日。2024年7月6日全線開通。

## 安全注意事項(罰則他)
- 鐵路法第57条[44]70条[45] 線路歩行禁止（最高NT$5万罰金)

危険を顧みず線路を歩く人が多くいる。十字路駅に向かって線路を歩いていた4名が検挙されている。
83ある踏切の内、40の踏切は遮断機がない。遮断機が無く草木で見通しが悪くなった20号踏切で車が作業列車と衝突し訴訟となる。
台湾では、軌間1067mm未満の線路に遮断機の設置義務は無いが、2021年に阿里山森林遊樂区の3箇所、嘉義 - 竹崎間の1箇所で遮断機が追加される予定。

### 林業及自然保育署
- 林業及自然保育署嘉義分署 （繁体字中国語）（英語）
  - 林業及自然保育署嘉義分署 - YouTubeチャンネル
- 阿里山林業鐵路及文化資產管理處 （繁体字中国語）（英語）
  - 阿里山林業鐵路及文化資產管理處 (AlishanForestRailway.Taiwan) - Facebook （繁体字中国語）
- 奔馳百年-阿里山森林鐵路的故事 電子版 蘇昭旭著 (ISBN 9789860427912)（繁体字中国語）
- 疾走百年-阿里山森林鉄道の物語 電子版 蘇昭旭著 （日本語）

### 台湾鉄路管理局(-2018)
- 阿里山森林鉄道 - ウェイバックマシン 台鉄公式サイト （日本語）